# 1171
1171. је била проста година.

## Догађаји
- Википедија:Непознат датум — јун – Битка код Касл Нока

- 12. март – Цар Манојло I Комнин наређује хапшење свих Млечана у свом царству и запленује њихове бродове и робу.
- Септембар – Дуж Витале II Михаило предводи млетачку флоту (120 бродова) против Византинаца, освајајући градове Трогир и Дубровник. Али куга узима велики данак међу посадом флоте; половина бродова мора бити спаљена како не би пали у непријатељске руке. Куга избија и у Венецији, када се преостали бродови враћају.
- Јесен – Краљ Алфонсо II од Арагона осваја градове Каспе и Теруел. Јача своју јужну границу након што су снаге Алмохада под калифом Јусуфом I опустошили .
- Наследници Роберта Бордеа напуштају Каталонију и одлазе на Мајорку, означавајући крај покушаја стварања норманске кнежевине у Иберији.
- Јул – Краљ Хенри II одлучује да предводи војну експедицију у Ирску и позива Ричарда де Клара (Стронгбоу) да се придружи снагама. У септембру, Ричард путује у Енглеску и обећава своју лојалност Хенрију. Добија Ленстер као феуд и почаствован је местом „краљевског заповедника у Ирској“. Војска се окупља у Пембруку – неколико опсадних кула је пребачено, уколико Хенри буде требало да нападне градове које држе Нормани (или друге попут Корка и Лимерика).
- 17. октобар – Хенри II напада Ирску и искрцава се са великом војском од најмање 500 витезова на коњима и 4.000 људи и стрелаца у Вотерфорду. Хенри командује трговачким бродовима као део своје инвазије. Он полаже право на луке Даблин, Вотерфорд и Вексфорд и обећава ирским поглавицама заштиту ако га признају за свог господара. Хенри је признат као „Господар Ирске“, трговци су позвани у Даблин где је основана енглеска колонија.
- Аскал мак Рагнаил (или Торкаил), последњи нордијско-гелски краљ Даблина, заробљен је док је покушавао да поврати Даблин од енглеских снага под командом Ричарда де Клара, вероватно у пратњи Свеина Аслеифсона, и обезглављен је. Пре краја године, Ричард предаје посед града Хенрију II, који га претвара у енглески краљевски град.
- 10. март – Краљ Амалрик I од Јерусалима одлази са великим штабом за Цариград. У Калипољу га дочекује његов таст, Јован Дука Комнин, војни гувернер (doux) Кипра. Амалрик улази у византијску престоницу и дочекује га Манојло I. У јуну је потписан споразум, Амалрик признаје Манојлов суверенитет над Јерусалимом.
- 13. септембар – Калиф Ел-Адид умире након 11-годишње владавине. Саладин свргава Фатимидски калифат и преузима власт (атабега) Египта – владајући у име емира Нур ал-Дина.
- 25. септембар – Саладин предводи египатску војску да учествује у заједничком нападу на крсташке замкове Керак и Монтреал, јужно од Мртвог мора. У новембру, Саладин повлачи своје снаге у Каиро како би сузбио пуч.
- Јесугеј (Багатур), монголски поглавица, организује брак између свог деветогодишњег сина Темуџина (Џингис-кана) и ћерке поглавице оближњег клана, Бертеа. Татари га отрују док је делио оброк током венчања.

## Смрти
- Владимир III Мстиславич

- Ел Адид

- Филип де Мији

### Јануар
- 8. новембар — Балдуин IV од Еноа, гроф Еноа